# Nisovo, Ruse
Nisovo (în bulgară Нисово) este un sat în comuna Ivanovo, regiunea Ruse,  Bulgaria. 

## Demografie
Componența etnică a satului Nisovo
     Bulgari (99,07%)
     Nicio identificare (0,92%)
     Altele (0%)
La recensământul din 2011, populația satului Nisovo era de 108 locuitori. Din punct de vedere etnic, majoritatea locuitorilor (99,07%) erau bulgari. Pentru 0,92% din locuitori nu este cunoscută apartenența etnică.